# Stenotothorax gravis
Stenotothorax gravis är en skalbaggsart som beskrevs av Henry Clinton Fall 1927. Stenotothorax gravis ingår i släktet Stenotothorax och familjen Aphodiidae. Inga underarter finns listade i Catalogue of Life.